# Jean-Pierre Bocquet-Appel
Pour les articles homonymes, voir Bocquet et Appel.
Jean-Pierre Bocquet-Appel, né le 25 octobre 1949 à Paris et mort le 13 août 2018 à Paris, est un anthropologue français, spécialiste de paléodémographie, l’étude des populations préhistoriques.

## Biographie
Jean-Pierre Bocquet-Appel obtient un doctorat d’État en sciences et en anthropologie en 1984. Il organise des colloques.
Il était directeur de recherche au CNRS, enseignait à l’EHESS et fut directeur d'études à l'EPHE.

## Publications
- La paléodémographie : 99,99 % de l'histoire démographique des hommes, Errance, 2008, 191 p,  (ISBN 978-2-87772-372-5)
- (en) The Neolithic Demographic Transition and its Consequences, Springer, 2008, 544 p,  (ISBN 978-1-4020-8538-3)
- (en) Recent Advances in Palaeodemography Data, Springer, Londres, 2008, 294 p,  (ISBN 978-1-4020-6423-4)
- en collaboration avec Xavier de Morais Maria Helena, Anthropologie et histoire : un essai de reconstitution de la variation biologique de la population portugaise au XIXe siècle, Fontes documentais portuguesas, Paris, 1987, vol. 22, 184 p, Fondation Calouste Gulbenkian/Centre culturel portugais, d’après sa thèse de doctorat